# Brandon Dubinsky

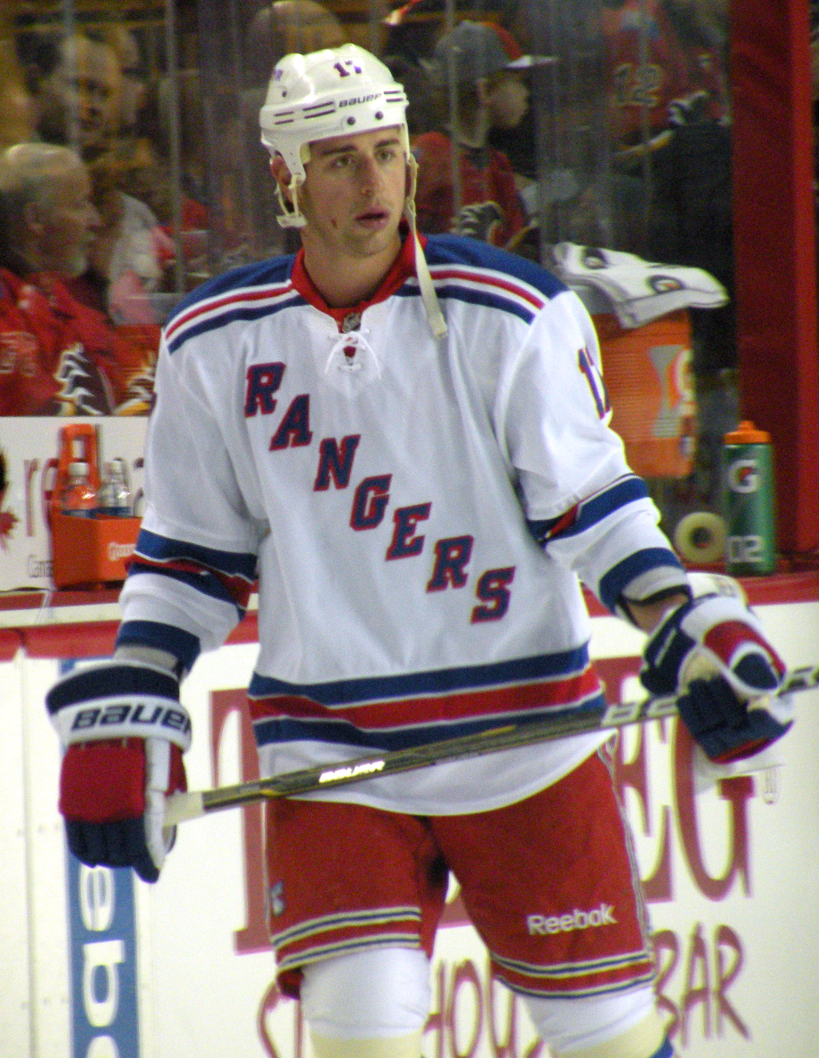
Brandon Dubinsky v dresu Rangers v roce 2011

Brandon Grae Dubinsky (* 29. dubna 1986, Anchorage, Aljaška) je bývalý americký hokejový útočník, který odehrál přes 800 utkání v severoamerické NHL za kluby Columbus Blue Jackets a New York Rangers, jenž ho v roce 2004 draftoval z 60. pozice.

## Hráčská kariéra
Dubinsky začal hrát hokej v Anchorage, kde také v roce 2004 absolvoval střední školu. Juniorskou kariéru spojil na čtyři roky s mužstvem Portland Winter Hawks ve Western Hockey League (WHL) než si ho ve druhém kole draftu NHL v roce 2004 vybralo vedení New York Rangers.
Většinu sezóny 2006/07 strávil ve farmářském týmu Rangers v týmu Hartford Wolf Pack hrající American Hockey League (AHL). Prvního zápasu v National Hockey League (NHL) se dočkal 8. března 2007 v derby proti New Yorku Islanders. První branku v této soutěži vstřelil 8. listopadu 2007, když překonal kanadského brankáře Marca-Andrého Fleuryho a pomohl k vítězství 4:2 nad Pittsburghem Penguins. Dubinsky byl zvolen třetí hvězdou zápasu. Značnou část sezóny strávil jako centr první lajny spolu s Jaromírem Jágrem a Seanem Averym.
Dne 23. července 2012 byl vyměněn spolu s Artěmem Anisimovem, Timem Erixonem a právem výběru v prvním kole draftu 2013 do Columbusu Blue Jackets za Ricka Nashe a podmíněný výběr ve třetím kole stejného draftu. 11. července 2014 podepsal Dubinsky s vedením Blue Jackets šestiletý kontrakt, který mu vynese celkem $35,1 miliónů dolarů. Kvůli přetrvávajícímu zranění odehrál své poslední utkání kariéry v play off 2018/19.

## Reprezentační kariéra
Výběr USA reprezentoval na dvou světových šampionátech v letech 2008 a 2010.
Dne 27. května 2016 ho v dodatečné nominaci John Tortorella doplnil na svou soupisku pro Světový pohár v ledním hokeji 2016 v Torontu.

## Klubové statistiky
| Sezona     | Klub                  | Soutěž     | Základní část | Základní část | Základní část | Základní část | Základní část | Play off | Play off | Play off | Play off | Play off |
| Sezona     | Klub                  | Soutěž     | Z             | G             | A             | B             | TM            | Z        | G        | A        | B        | TM       |
| ---------- | --------------------- | ---------- | ------------- | ------------- | ------------- | ------------- | ------------- | -------- | -------- | -------- | -------- | -------- |
| 2002/03    | Portland Winter Hawks | WHL        | 44            | 8             | 18            | 26            | 35            | 7        | 2        | 2        | 4        | 10       |
| 2003/04    | Portland Winter Hawks | WHL        | 71            | 30            | 48            | 78            | 137           | 5        | 0        | 2        | 2        | 6        |
| 2004/05    | Portland Winter Hawks | WHL        | 68            | 23            | 36            | 59            | 160           | 7        | 4        | 5        | 9        | 8        |
| 2005/06    | Portland Winter Hawks | WHL        | 51            | 21            | 46            | 67            | 98            | 12       | 5        | 10       | 15       | 24       |
| 2005/06    | Hartford Wolf Pack    | AHL        | —             | —             | —             | —             | —             | 11       | 5        | 5        | 10       | 14       |
| 2006/07    | Hartford Wolf Pack    | AHL        | 71            | 21            | 22            | 43            | 115           | 7        | 1        | 3        | 4        | 12       |
| 2006/07    | New York Rangers      | NHL        | 6             | 0             | 0             | 0             | 2             | —        | —        | —        | —        | —        |
| 2007/08    | New York Rangers      | NHL        | 82            | 14            | 26            | 40            | 79            | 10       | 4        | 4        | 8        | 12       |
| 2008/09    | New York Rangers      | NHL        | 82            | 13            | 28            | 41            | 112           | 7        | 1        | 3        | 4        | 18       |
| 2009/10    | New York Rangers      | NHL        | 69            | 20            | 24            | 44            | 54            | —        | —        | —        | —        | —        |
| 2010/11    | New York Rangers      | NHL        | 77            | 24            | 30            | 54            | 100           | 5        | 2        | 1        | 3        | 2        |
| 2011/12    | New York Rangers      | NHL        | 77            | 10            | 24            | 34            | 110           | 9        | 0        | 2        | 2        | 14       |
| 2012/13    | Alaska Aces           | ECHL       | 17            | 9             | 7             | 16            | 22            | —        | —        | —        | —        | —        |
| 2012/13    | Columbus Blue Jackets | NHL        | 29            | 2             | 18            | 20            | 76            | —        | —        | —        | —        | —        |
| 2013/14    | Columbus Blue Jackets | NHL        | 76            | 16            | 34            | 50            | 98            | 6        | 1        | 5        | 6        | 6        |
| 2014/15    | Columbus Blue Jackets | NHL        | 47            | 13            | 23            | 36            | 43            | —        | —        | —        | —        | —        |
| 2015/16    | Columbus Blue Jackets | NHL        | 75            | 17            | 31            | 48            | 71            | —        | —        | —        | —        | —        |
| 2016/17    | Columbus Blue Jackets | NHL        | 80            | 12            | 29            | 41            | 91            | 5        | 1        | 1        | 2        | 6        |
| 2017/18    | Columbus Blue Jackets | NHL        | 62            | 6             | 10            | 16            | 33            | 6        | 0        | 0        | 0        | 6        |
| 2018/19    | Columbus Blue Jackets | NHL        | 61            | 6             | 8             | 14            | 36            | 10       | 1        | 0        | 1        | 6        |
| NHL celkem | NHL celkem            | NHL celkem | 823           | 153           | 285           | 438           | 905           | 58       | 10       | 16       | 26       | 70       |

### Reprezentační statistiky
| 2008            | USA             | MS              | 6. místo        | 4  | 3 | 0 | 3  | 2 |
| 2010            | USA             | MS              | 13. místo       | 6  | 3 | 7 | 10 | 2 |
| 2016            | USA             | SP              | 7. místo        | 2  | 0 | 1 | 1  | 4 |
| Senioři celkově | Senioři celkově | Senioři celkově | Senioři celkově | 12 | 6 | 8 | 14 | 8 |

#### Profily
- Brandon Dubinsky – statistiky na Hockeydb.com (anglicky)
- Brandon Dubinsky – statistiky na Elite Prospects (anglicky)
- Brandon Dubinsky – statistiky na NHL.com